# Klukowicze-Kolonia
Klukowicze-Kolonia [klukɔˈvit͡ʂɛ kɔˈlɔɲa] est un village polonais de la gmina de Nurzec-Stacja dans le powiat de Siemiatycze et dans la voïvodie de Podlachie.